# Сад Окума
Сад Окума (яп. 大隈庭園 О:кума тэйэн), расположенный на территории кампуса университета Васэда в районе Синдзюку в Токио, представляет собой сад смешанного типа — частично в японском, частично в западном стиле. Его площадь составляет около 3000 м².
Первоначально сад был резиденцией клана Ии и рода Мацудайра. В 1884 году Окума Сигэнобу, основатель университета Васэда, перестроил его в модном в то время полузападном стиле. В центре сада был разбит обширный газон, а по периметру устроены пруды и искусственные холмы. Также были установлены теплицы, в которых господин Окума выращивал первые в Японии дыни. После его смерти сад был подарен университету Васэда. В 1945 году сад сильно пострадал в результате американских бомбардировок, но после войны он был восстановлен и в настоящее время является местом отдыха студентов.
Здесь есть ручей с плавающими в нём карпами, пруды, цветущие растения и тропинки для прогулок, вдоль которых расположены старинные фонари, небольшие каменные пагоды и статуи. Сад украшает уменьшенная копия корейского колокола «Сётоку-Дайоу-Синкё», подаренная Ассоциацией корейских выпускников к столетию университета.
Сад Окума расположен в 5 минутах ходьбы от станции метро Васэда. Открыт для посещения с 11:00 до 16:00 по понедельникам, вторникам, четвергам и пятницам во время учебных семестров с апреля по декабрь. Закрыт в дождливые дни.

## Галерея
|  |  |  |  |